# Mola salsa
La mola salsa (« farine salée ») est, dans l'ancienne religion romaine, un mélange de farine d'amidonnier grossièrement moulue et grillée et de sel préparée par les Vestales et utilisé dans chaque sacrifice officiel. Elle est saupoudrée sur le front et entre les cornes des victimes animales avant leur sacrifice, ainsi que sur l'autel et dans le feu sacré. Son utilisation était l'une des nombreuses traditions religieuses attribuées à Numa Pompilius, le deuxième roi Sabin de Rome.